# Królowa ciszy
Królowa ciszy – pierwsza solowa płyta Jana Borysewicza (nagrana pod szyldem Jan Bo). Słowa do piosenek ułożyli Jacek Skubikowski i Jacek Cygan („Biały zeszyt”), muzykę napisał Jan Borysewicz. Płyta została nagrana w czerwcu 1988 roku w studiu „Malachitowa”. Reżyseria nagrania: Mikołaj Wierusz. Projekt graficzny okładki: Maciej Buszewicz i Lech Majewski.

## Lista utworów

### LP Poljazz 1988
Źródło:.
Strona A
1. „Srebrna nić” – 2:35
2. „Mały król” – 3:55
3. „Gwiazdkowe sny” – 3:55
4. „Witaj w kraju Mikołaju” – 3:55
5. „Samotnym wolny wstęp” – 3:25

Strona B
1. „Królowa ciszy” – 4:25
2. „Biały zeszyt” – 4:00
3. „Gdzie twój dom” – 3:55
4. „Kogo nie ma” – 4:45
5. „Srebrna nić” – 2:35

### MC Polmark 1988
Źródło:.
Strona A
1. „Srebrna nić”
2. „Mały król”
3. „Gwiazdkowe sny”
4. „Królowa ciszy”
5. „Witaj w kraju Mikołaju”

Strona B
1. „Samotnym wolny wstęp”
2. „Kogo nie ma”
3. „Gdzie twój dom”
4. „Biały zeszyt”
5. „Srebrna nić”

### CD Digiton 1991
Źródło:.
1. „Srebrna nić” – 2:33
2. „Mały król” – 3:48
3. „Gwiazdkowe sny” – 3:52
4. „Witaj w kraju Mikołaju” – 3:49
5. „Samotnym wolny wstęp” – 3:18
6. „Królowa ciszy” – 4:13
7. „Biały zeszyt” – 3:54
8. „Gdzie twój dom” – 3:50
9. „Kogo nie ma” – 4:35
10. „Srebrna nić” – 2:33

bonusy
1. „Gwiazda na wietrze” – 3:46
2. „Gwiazdkowe dzieci” – 3:34